# Panicum turgidum
Espèce
Panicum turgidum est une espèce de plantes monocotylédones de la famille des Poaceae, sous-famille des Panicoideae. Abondantes dans les régions arides du paléarctique, cette graminée sauvage constitue une ressource alimentaire importante pour les chameaux.
Noms vernaculairesTaman ou tuman (Soudan), afezu (Sahel nigérien), guinchi (Sahara oriental), thaman (Koweït), markouba (Mauritanie), du-ghasi (Somalie).

## Description

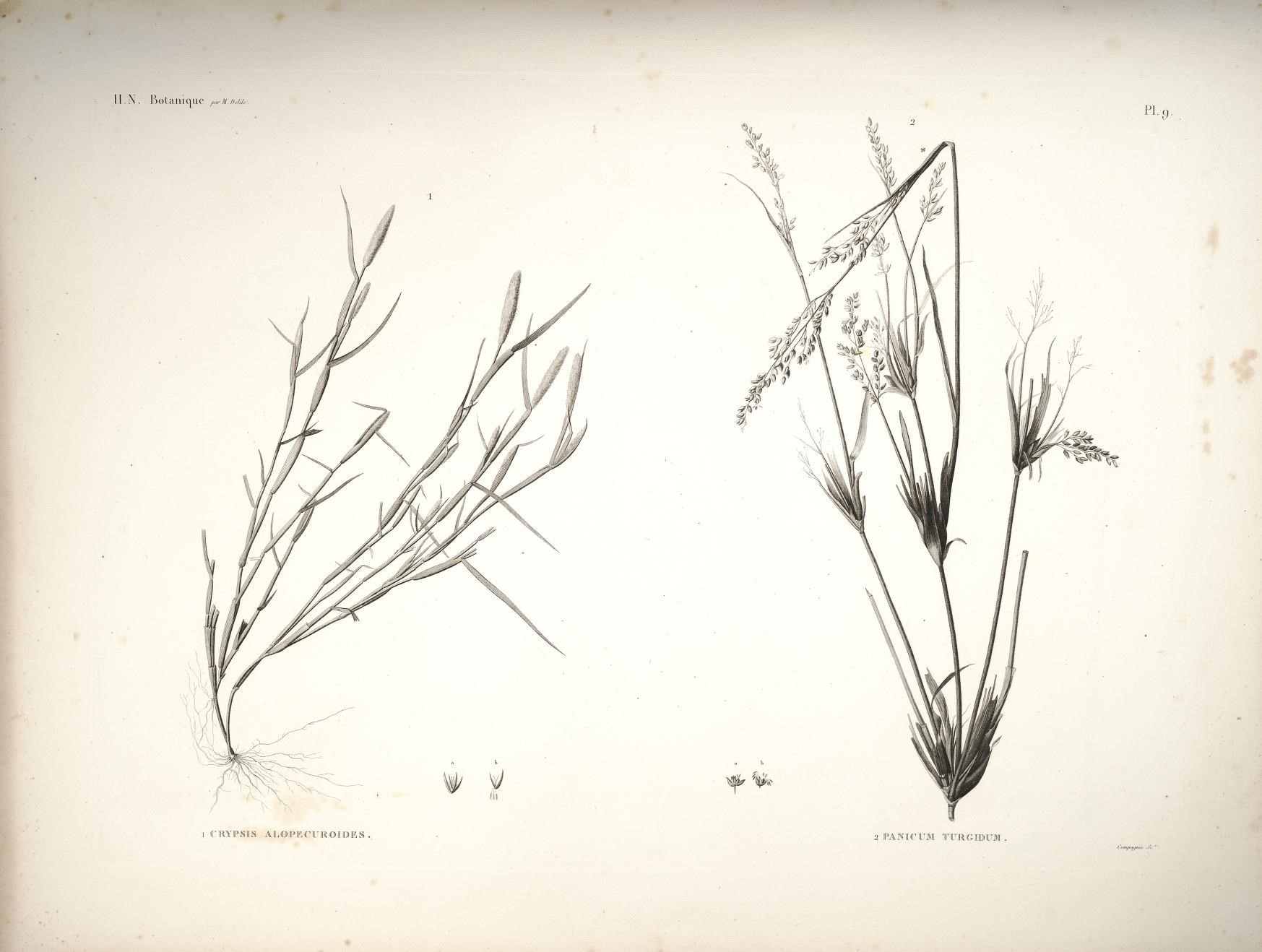
Illustration botanique (à droite), Description de l'Égypte, ou recueil des observations et des recherches qui ont été faites en Égypte pendant l'expédition de l'armée française (1798-1801).

Panicum turgidum est une plante vivace herbacée, poussant en touffes denses, qui présente des tiges (chaumes) ligneuses aux entrenœuds pleins. Celles-ci peuvent atteindre de 40 à 100 cm de long et de 1 à 6 mm de diamètre. Les feuilles, coriaces raides, glauques, ont un limbe caduc à partir de la ligule. Celle-ci est une membrane ciliée. Le limbe foliaire mesure de 2 à 15 cm de long sur 1 à 6 mm de large et présente un apex piquant.
Les racines présentent un aspect feutré dû à leur revêtement de poils radicaux auxquels adhère le sable fin.
L'inflorescence est une panicule terminale, ouverte, de 15 cm de long environ, portant des épillets solitaires, pédicellés.
Les épillets fertiles, de forme ovale, légèrement comprimés dorsalement, sont insérés entre deux glumes semblables entre elles et atteignant l'apex des fleurons. Les épillets, qui mesurent de 3,4 à 4,5 cm de long, comprennent deux fleurs : un fleuron basal stérile et un fleuron fertile, sans extension du rachillet.  A maturité, ils se détachent entiers. 

## Écologie et répartition
Cette plante est très abondante dans les déserts du Sahara, de la péninsule arabique, d'Iran et du Pakistan. Elle apprécie les savanes désertiques, les oueds sablonneux-limoneux et pierreux, à l'étage tropical, exceptionnellement à l'étage  méditerranéen inférieur jusqu'à 2100 m d'altitude. 
Plus spécifiquement, elle est présente en Algérie, au Bénin, au Burkina Faso, au Tchad, au Congo, à Chypre, à Djibouti, en Égypte, en Érythrée, en Éthiopie, dans les États du Golfe, en Inde, en Iran, en Irak, au Koweït, au Liban et en Syrie, en Libye, au Mali, en Mauritanie, au Maroc, au Niger, à Oman, au Pakistan, en Palestine, en Arabie Saoudite, au Sénégal, à Socotra, en Somalie, au Soudan, en Tunisie, au Sahara occidental, et au Yémen.

## Usages

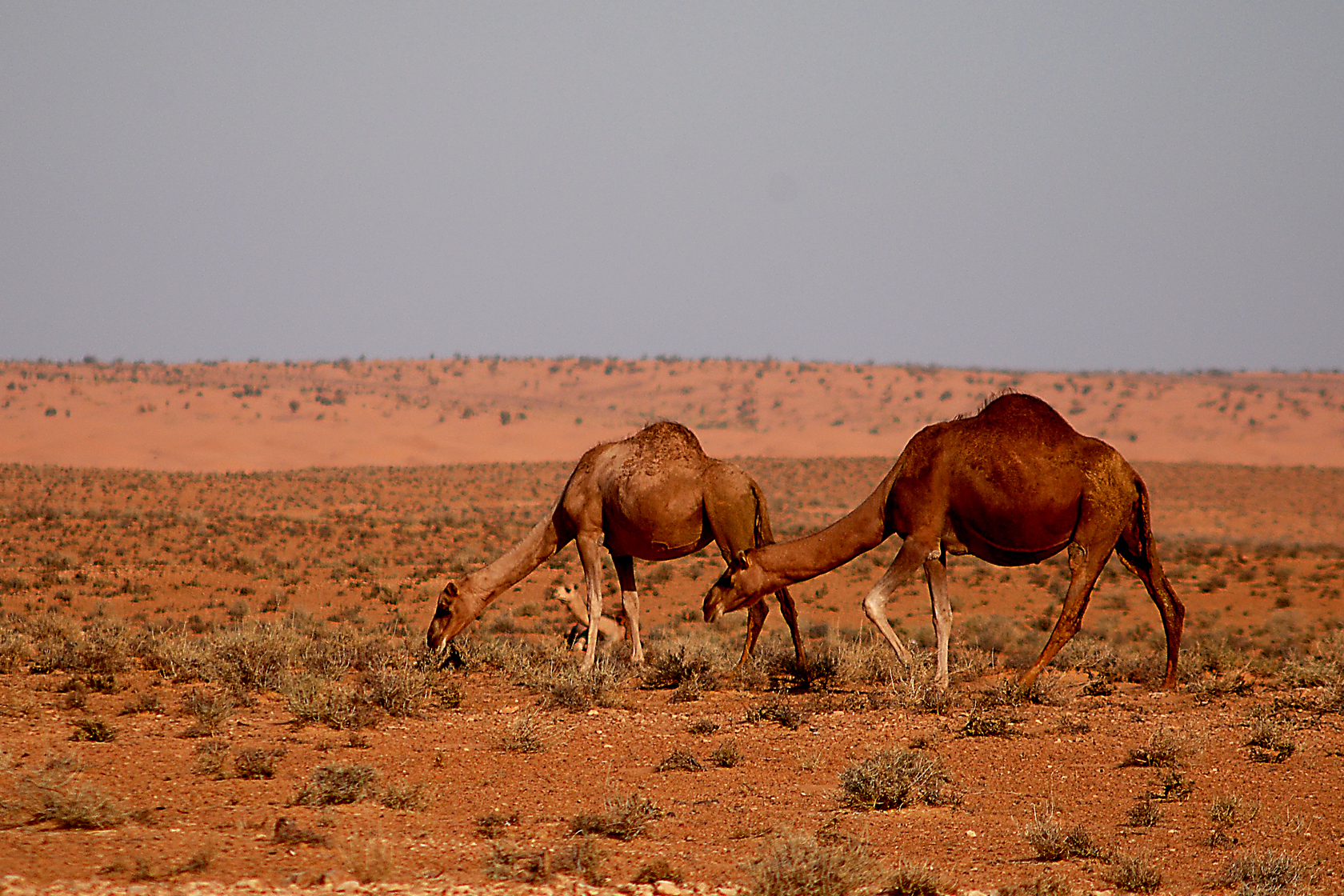
Dromadaires en train de brouter dans le Sahara tunisien.

Les grains (botaniquement nommés caryopses) sont récoltés et consommés par les Touareg comme ceux de Stipagrostis pungens ; les cendres des racines donnent une sorte de natron, dont les Touareg additionnent le tabac  à chiquer ; les vieilles tiges sèches pulvérisées et tamisées donnent une poudre utilisée pour le pansement des blessures. La plante est un élément important de la nourriture des chameaux.

## Synonymes
Selon Catalogue of Life (22 juin 2017) : 	
- Panicum frutescens Mez
- Panicum minutiflorum Fig. & De Not., nom. illeg.
- Panicum neglectum Roem. & Schult.
- Panicum notarisii Schweinf.
- Panicum nubicum Fig. & De Not.